# سيليست هولم
سيليست هولم (بالإنجليزية: Celeste Holm )‏ (و. 1917 – 2012 م) هي ممثلة تلفزيونية، وممثلة أفلام، ومغنية، وممثلة مسرحية أمريكية، ولدت في نيويورك، توفيت في نيويورك، عن عمر يناهز 95 عاماً، بسبب نوبة قلبية.

## التعليم
تعلمت في جامعة شيكاغو.

## جوائز وترشيحات
حصلت على جوائز منها:
جوائز
- جائزة الأوسكار لأفضل ممثلة مساعدة، عن عمل: اتفاقية الشرف
- وسام القديس أولاف

ترشيحات
- جائزة الأوسكار لأفضل ممثلة مساعدة (1949)
- جائزة الأوسكار لأفضل ممثلة مساعدة، عن عمل: اتفاقية الشرف (1949)
- جائزة الأوسكار لأفضل ممثلة مساعدة، عن عمل: كل شيء عن إيف (1949)

ترشحت لـ:
- جائزة الأوسكار لأفضل ممثلة مساعدة، عن عمل: Come to the Stable [الإنجليزية]‏ (1949)
- جائزة الأوسكار لأفضل ممثلة مساعدة، عن عمل: اتفاقية الشرف
- جائزة الأوسكار لأفضل ممثلة مساعدة، عن عمل: كل شيء عن إيف.

## وصلات خارجية
- سيليست هولم على موقع IMDb (الإنجليزية)
- سيليست هولم على موقع ألو سيني (الفرنسية)
- سيليست هولم على موقع ميوزك برينز (الإنجليزية)
- سيليست هولم على موقع تيرنر كلاسيك موفيز (الإنجليزية)
- سيليست هولم على موقع أول موفي (الإنجليزية)
- سيليست هولم على موقع قاعدة بيانات برودواي على الإنترنت (الإنجليزية)
- سيليست هولم على موقع قاعدة بيانات الأفلام السويدية (السويدية)
- سيليست هولم على موقع إن إن دي بي (الإنجليزية)
- سيليست هولم على موقع ديسكوغز (الإنجليزية)
- سيليست هولم على موقع قاعدة بيانات الفيلم (الإنجليزية)